# Aita Camastral
Aita Camastral (* 9. April 1983) ist eine ehemalige Schweizer Skirennfahrerin. Sie war auf die Disziplinen Slalom und Riesenslalom spezialisiert.

## Biografie
Die aus Pontresina stammende Camastral nahm im Dezember 1998 erstmals an einem FIS-Rennen teil. In den folgenden Jahren war sie wenig erfolgreich und gewann nur wenig bedeutende Rennen. So wurde sie beispielsweise Erste bei den belgischen Slalom-Meisterschaften 2003. Im Januar 2004 folgte der erste Einsatz im Europacup. 2005 gewann die damalige Psychologiestudentin bei der Winter-Universiade in Innsbruck die Goldmedaille. Ende März 2006 wurde Camastral eher überraschend Schweizer Meisterin im Slalom. Wenige Tage später war sie auch bei den deutschen Meisterschaften die Schnellste und lag noch vor der deutschen Meisterin Monika Bergmann.
Am 25. November 2006 bestritt Camastral ihr erstes Weltcup-Rennen, den Riesenslalom in Aspen. Am 10. November 2007 holte sie als 19. des Slaloms auf der Reiteralm ihre ersten Weltcuppunkte. Zwei Wochen später fuhr sie in Panorama mit Bestzeit im zweiten Lauf des Slaloms auf Platz 11 und etablierte sich damit in der erweiterten Weltspitze. Ebenfalls Elfte wurde sie am 13. Januar 2008 beim Slalom in Maribor. Im März 2008 folgte der zweite Schweizer Slalom-Meistertitel. Wegen chronischer Rückenbeschwerden konnte sie die Saison 2008/09 erst mit zweimonatiger Verspätung beginnen, erreichte aber in Folge nicht mehr ihre früheren Ergebnisse. Wie am Ende des letzten Winters scheiterte sie auch zu Beginn der Saison 2009/10 meist an der Qualifikation für den zweiten Lauf. Wegen anhaltender Rückenprobleme beendete Camastral im Januar 2010 die Saison und unterzog sich einer Bandscheibenoperation. Nach dem Winter wurde sie aus dem Kader des Schweizer Skiverbandes Swiss-Ski entlassen. Im Dezember 2010 gab Camastral im Alter von 27 Jahren ihren Rücktritt vom Spitzensport bekannt.

## Erfolge

### Weltcup
- 3 Platzierungen unter den besten 15

### Weitere Erfolge
- Goldmedaille im Slalom bei der Universiade 2005
- 2 Schweizer Meistertitel (Slalom 2006 und 2008)
- 9 Siege in FIS-Rennen